# New Zealand State Highway 48
Der New Zealand State Highway 48 (auch State Highway 48 oder in Kurzform SH 48) ist eine Fernstraße von nationalem Rang auf der Nordinsel von Neuseeland.

## Strecke
Der SH 48 zweigt mehrere Kilometer östlich von National Park vom New Zealand State Highway 47 ab und führt in südöstlicher Richtung an den Rand des Ruapehu, des mit 2797 m Höhe höchsten Bergs der gesamten Nordinsel. Der Highway endet bei Whakapapa Village, wo eine weitere Straße bis zum Whakapapa Skifield führt.
Die höchste Stelle des Highways auf 1153 m ist die höchste im gesamten Netz der State Highways in Neuseeland.